# Eichenberg (Vorarlberg)
Pour les articles homonymes, voir Eichenberg.
Eichenberg est une commune autrichienne du district de Brégence dans le Vorarlberg.